# Euophrys difficilis
Euophrys difficilis är en spindelart som först beskrevs av Simon 1868.  Euophrys difficilis ingår i släktet Euophrys och familjen hoppspindlar. Inga underarter finns listade i Catalogue of Life.